# Wellington School

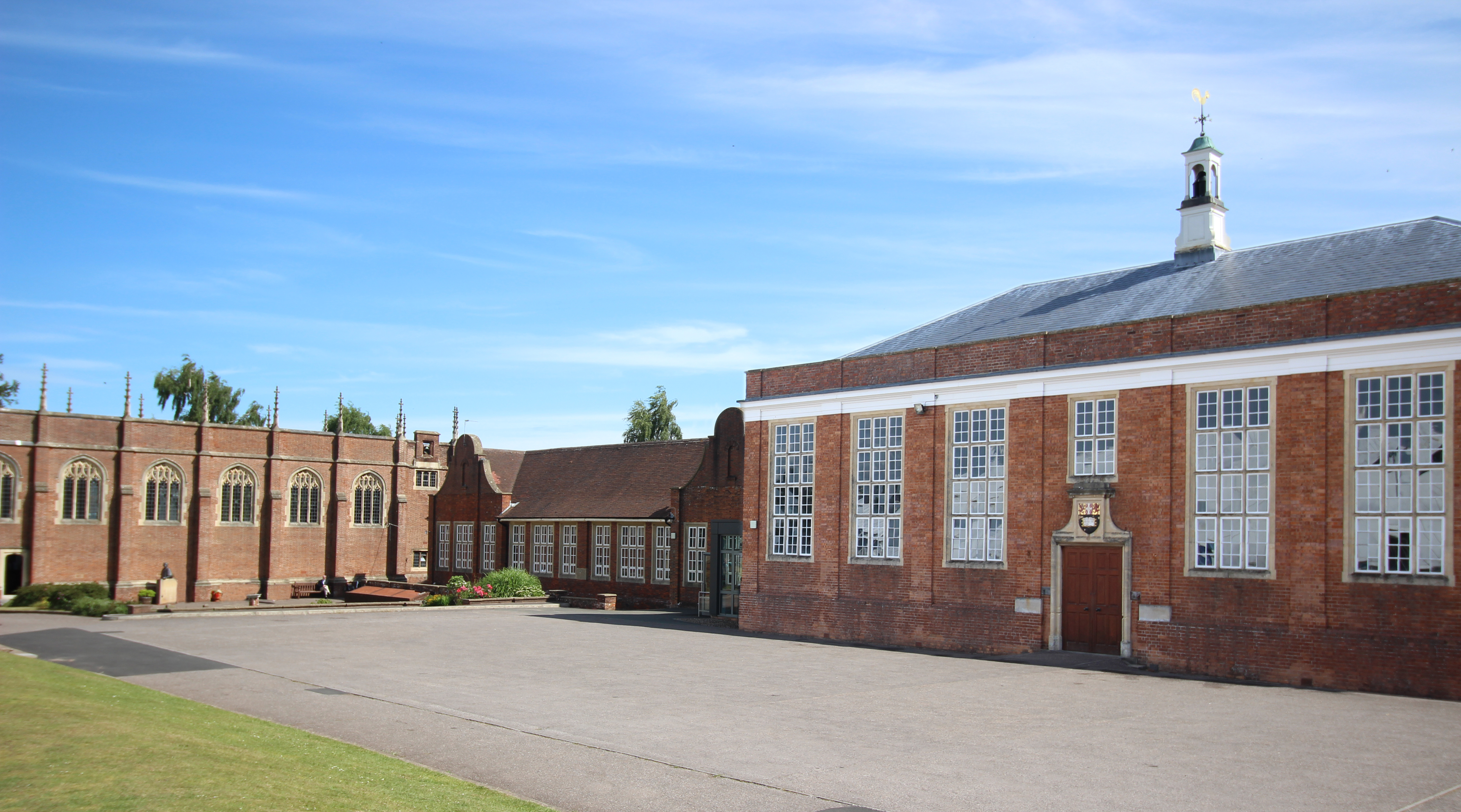
Vue partielle des bâtiments de Wellington School.

Wellington School est une école privée mixte située à Wellington, dans le comté de Somerset, en Angleterre. Elle accueille près de 800 élèves de 2 à 18 ans, et dispose d'un internat.

## L'histoire
Wellington School est située près du centre de la petite ville de Wellington. Elle a été fondée en 1837 par Benjamin Frost (Directeur de 1837 à 1848). Elle a ensuite été achetée et gérée par la femme de Frost et William Coin (Directeur de 1848 à 1879). L'école, qui occupe toujours son site d'origine, était réservée aux garçons jusqu'en 1972, date d'arrivée des premières filles.
Le blason de l'école est constitué d'un quart de celui du Duc de Wellington, les dragons représentent le Comté de Somerset et le livre ouvert représente l'apprentissage. L'école est membre de la Headmasters' and Headmistresses' Conference.
Depuis septembre 2007, il n'y a plus de cours le samedi. Ils ont été remplacés par des activités telles que la musique, le théâtre et le sport, ainsi que des activités pour les pensionnaires.

## L'internat
L'école accueille environ 170 pensionnaires, répartis dans cinq maisons : Lights et Willows (garçons de la troisième à la terminale), overside (garçons de la sixième à la quatrième), Beech et Grange (filles). Le weekend, les internes peuvent rentrer chez eux ou rester à l'école.

### Sports
L'école possède des terrains de rugby, de cricket, des terrains de football, des terrains synthétiques multisports, des courts de tennis, de squash, un mur d'escalade et une piscine intérieure.
Le football a été réintroduit en 2003.
Le hockey est le sport le plus prestigieux à Wellington. De nombreux étudiants ont continué à représenter l'école au niveau régional et national.
le national de l'athlétisme, du comté et de l'Angleterre, de l'escrime et du comté de rugby.

## Musique
Le département de musique de l'école, dédié à l'ex-directeur George Corner, comprend un studio d'enregistrement, des iMac, et un studio de percussion ainsi que de nombreux espaces individuels pour la pratique et deux salles de classe. Les 15 pianos du département sont de la marque Steinway & Sons, ce qui fait de l'école une 'All Steinway School' (une école entièrement Steinway), la première du genre en Angleterre. Des concerts y sont régulièrement organisés tout au long de l'année scolaire, notamment dans le petit auditorium ('Small Hall'), la salle polyvalente ('Great Hall'), et La Chapelle de l'école, qui est équipée d'un orgue électronique ainsi que d'un Steinway.

## Théâtre
Le théâtre est proposé dans le cadre du programme d'enseignement pour tous les élèves de la sixième à la quatrième et peut être choisi au GCSE et pour le A-Level. Plusieurs anciens élèves de Wellington sont devenus des acteurs célèbres, dont David Suchet qui a inauguré le nouvel espace destiné au théâtre en 2010.

## La chapelle

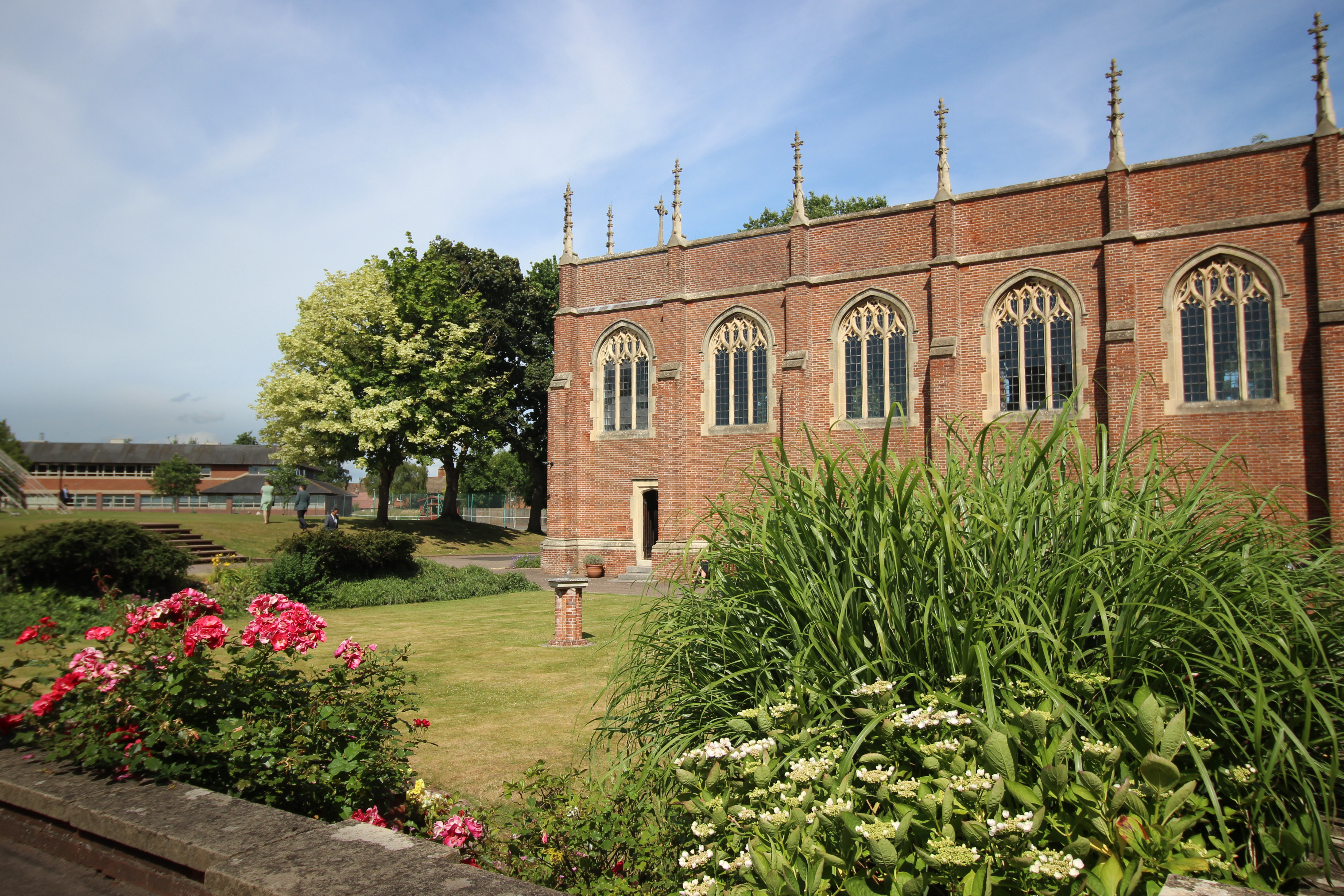
La Chapelle de l'école

Construite entre 1928 et 1931 par C. H. Biddulph-Pinchard, elle est classée Grade II. Bâtiment de brique rouge habillé avec de la pierre, elle a un toit plat caché derrière un parapet. La chapelle a connu une restauration professionnelle en 2013, avec notamment la réfection de la peinture du plafond, entre autres tâches de maintenance. Cette restauration a été financée en partie par l'association des anciens élèves de l'école.
La chapelle a été construite en mémoire de ceux qui ont perdu la vie pendant la première guerre mondiale. George Corner, le proviseur, a écrit aux anciens élèves et leur a demandé de soutenir le projet. Les noms des 37 membres de la communauté de l'école qui ont donné leur vie sont inscrits sur les murs de la chapelle. Chaque année, un élève de chaque internat honore la mémoire d'un ancien élève en particulier, recherchant comment et quand il a perdu la vie, et un panier de fleurs est déposé en sa mémoire.